# Spilosoma peralbata
Spilosoma peralbata là một loài bướm đêm thuộc phân họ Arctiinae, họ Erebidae.